# Pohucie (Karkonosze)
Pohucie (niem. Schlōsschen) – granitowa skałka w Sudetach Zachodnich, w paśmie Karkonoszy.

## Położenie
Skałka położona jest w południowo-zachodniej Polsce, w Sudetach Zachodnich, w środkowej części Karkonoszy, na północnym zboczu Śląskiego Grzbietu, na grzbiecie odchodzącym na północ od Śląskich Kamieni (Hutniczy Grzbiet), pomiędzy dolinami Sopotu i Czerwienia. Jest najdalej wysuniętą na północ w obrębie większej grupy Bażynowych Skał. Leży na wysokości ok. 1033 m n.p.m.
Utworzona jest z granitu karkonoskiego.
Obok skałki znajduje się Chatka AKT.